# MV Wilhelm Gustloff
MV Wilhelm Gustloff là tên một con tàu du lịch hàng đầu  của Đức Quốc xã trong thời gian 1937-1945, được đóng bởi xưởng đóng tàu Blohm & Voss.Nó được đặt bởi hãng Hamburg-South America Line. Nó bị chìm sau khi bị trúng ba quả ngư lôi bắn ra từ tàu ngầm của Liên Xô S-13 vào ngày 30 tháng 1 năm 1945.  Vụ chìm tàu này đã làm cho khoảng 9400 người thiệt mạng, được coi là sự mất mát lớn nhất trong suốt cả lịch sử đường thủy, tính theo thiệt hại xảy ra chỉ trong một cuộc giao chiến trên biển.
Con tàu được đặt theo tên của một lãnh đạo đảng Quốc xã Đức hoạt động tại Thụy Sĩ, và trước đó đã bị ám sát ở Davos bởi một người Do Thái tên là David Frankfurter. Nó được trưng dụng vào Hải quân Đức (Kriegsmarine) từ 01 Tháng 9 năm 1939, và làm nhiệm vụ một bệnh viện năm 1939 và 1940. Bắt đầu từ ngày 20 tháng 11, năm 1940, nó đã bị tháo bỏ các thiết bị y tế và được sơn lại (từ màu tàu bệnh viện - màu trắng với một sọc màu xanh lá cây) sang màu xám (theo chuẩn tàu hải quân). Tàu Wilhelm Gustloff sau đó đã được chuyển sang làm một doanh trại nổi cho nhân viên hải quân tại cảng Baltic của Gdynia (tiếng Đức: Gotenhafen), gần Gdansk (tiếng Đức: Danzig) từ 1940 trở đi.
Chuyến đi cuối cùng của Tàu Wilhelm Gustloff là trong "chiến dịch Hannibal" tháng 1 năm 1945. Nó đã bị chìm trong khi tham gia vào việc di tản dân thường và viên chức khi đó đang bị Hồng quân tại Đông Phổ bao vây. Tàu Gustloff bị ba quả ngư lôi bắn ra từ tàu ngầm Liên Xô S-13 tại Biển Baltic vào đêm 30 tháng 1 năm 1945, bị đánh trúng và chìm trong vòng chưa đầy 45 phút. Ước tính khoảng 9.400 người đã thiệt mạng trong vụ đắm tàu. Nếu chính xác, đây sẽ là thiệt hại lớn nhất về người xảy ra tại một vụ tàu đắm, trong một trận chiến hàng hải được ghi lại.

## Lịch sử con tàu
Tàu Wilhelm Gustloff  được đóng với mục đích đầu tiên là tàu chở khách cho Mặt trận Lao động Đức (Deutsche Arbeitsfront, DAF) và sử dụng bởi các công ty con tổ chức " Vui để Khỏe" - Kraft durch Freude (KdF). Mục đích của nó là để cung cấp các hoạt động giải trí và văn hóa cho công chức và công nhân Đức, bao gồm các buổi hòa nhạc, du lịch trên biển, và các chuyến đi nghỉ khác, và như một công cụ quan hệ công chúng, tạo ra "một hình ảnh được chấp nhận hơn của Đế chế thứ Ba." Tàu Gustloff thuộc về đội tàu KdF cho đến mùa xuân năm 1939. Năm 1939 cũng là thời điểm cuối cùng con tàu đóng vai trò dân sự. Sau đó, nó phục vụ cho các nhu cầu của quân đội Đức.

## Vai trò tàu quân sự
Trong mùa hè năm 1939, con tàu đem dùng vào việc chở  Quân đoàn lê dương (Condor Legion) trở về từ Tây Ban Nha sau chiến thắng của các lực lượng dân tộc chủ nghĩa dưới quyền tướng Francisco Franco trong cuộc nội chiến Tây Ban Nha.
Binh sĩ Đức bị thương ở Narvik được chuyển trở lại Đức bằng Tàu Wilhelm Gustloff vào tháng 7 năm 1940.
Từ tháng 9 năm 1939 đến tháng năm 1940, là một con tàu bệnh viện, với tên gọi chính thức Lazarettschiff D.
Bắt đầu từ ngày 20 tháng 11 năm 1940, các thiết bị y tế đã được gỡ đi khỏi con tàu và nó đã được sơn lại từ màu tàu bệnh viện - màu trắng với một sọc màu xanh lá cây, sang màu xám (theo chuẩn hải quân). Khi nước Anh phong tỏa bờ biển của Đức, con tàu lại được đem sử dụng như một doanh trại cho khoảng 1.000 học viên của Sư đoàn Đào tạo tàu ngầm số 2 (2 Unterseeboot-Lehrdivision.) tại các cảng Baltic của Gotenhafen (Gdynia) - gần Danzig (Gdańsk). Tàu Wilhelm Gustloff chỉ đậu tại bến trong hơn bốn năm, cho đến khi được đưa trở lại phục vụ để vận chuyển dân thường và công chức trong một phần của chiến dịch Hannibal.

## Chiến dịch Hannibal
Chuyến đi cuối cùng của con tàu là để sơ tán dân thường, thủy thủ tàu Kriegsmarine và lính Đức từ Gotenhafen đến Kiel  Quân số thủy thủ trên tàu cộng thêm danh sách hành khách ghi là 6.050 người trên tàu, nhưng nhiều thường dân đã không được ghi lại chính thức tại danh sách này của tàu. Trong những năm 1980 và 1990 Heinz Schön, người thực hiện nghiên cứu kỹ lưỡng vụ đánh chìm này, đã kết luận rằng: Tàu Wilhelm Gustloff đã mang theo: 173 người của lực lượng vũ trang hải quân phụ, 918 nhân viên của Sư đoàn Đào tạo tàu ngầm số 2 (2 Unterseeboot-. Lehrdivision), 373 phụ nữ  làm trợ lý cho hải quân, 162 thương binh và 8.956 dân thường, với tổng số 10.582 hành khách và toàn bộ thủy thủ của con tàu  Mặc dù con tàu đã được thiết kế chở cho 1.465 hành khách, nhưng thực tế nó có khả năng mang nhiều hơn nữa trong những chuyến hải trình ngắn, vì tàu có nhiều không gian chung, nhưng nó lại chỉ có ít hơn 50% các thiết bị cứu hộ cần thiết cho lượng hành khách bổ sung này. [cần dẫn nguồn]
Con tàu rời Gotenhafen đầu vào ngày 30 tháng 1 năm 1945, và được tàu khách Hansa hộ tống (tàu Hansa này cũng đầy thường dân và nhân viên quân sự) và hai tàu ngư lôi khác. Tàu Hansa và một tàu phóng ngư lôi gặp trục trặc về cơ khí và không thể tiếp tục đi tiếp, nên để Tàu Wilhelm Gustloff tiếp tục hành trình chỉ với một tàu ngư lôi Lowe hộ tống. Chiếc tàu có bốn thuyền trưởng (ba dân sự và quân sự một) trên tàu, và họ không thể đồng ý phương án tốt nhất để hành động bảo vệ tàu chống lại tấn công từ tàu ngầm. Chống lại những lời khuyên của người chỉ huy quân sự, Thiếu tá Wilhelm Zahn, một sĩ quan tàu ngầm, đưa ra phương án đi theo vùng nước nông gần bờ và không bật đèn chiếu sáng, nhưng Đại úy Friedrich Petersen, quyết định đi theo vùng nước sâu. Khi ông được thông báo bằng radio rằng có một đoàn tàu hộ tống phá mìn của Đức đang tới, ông quyết định bật đèn lái tàu sang màu đỏ và xanh lá cây để tránh một vụ va chạm trong bóng tối, nhưng lại làm cho Tàu Wilhelm Gustloff dễ dàng bị phát hiện trong đêm. Vì tàu có trang bị cả vũ khí phòng không, hơn nữa nó đã bị đổi sang màu đen, nên nó không được coi như là một con tàu bệnh viện nữa, và nó lại có vận chuyển binh lính, do đó nó không được bất kỳ sự bảo vệ theo hiệp định quốc tế đối với một con tàu bệnh viện.
Con tàu đã sớm bị phát hiện bởi tàu S-13, dưới sự chỉ huy của thuyền trưởng Alexander Marinesko. Tàu S-13 đã thả ba quả ngư lôi và cả ba quả ngư lôi đã trúng vào bên cạnh Tàu Wilhelm Gustloff lúc nó đang ở  khoảng 30 km (19 dặm) ngoài khơi giữa Großendorf và Leba ngay sau thời điểm 21h:00 (CET). Marinesko dự định để bắn bốn quả ngư lôi nhưng quả thứ bốn không nổ, phải gỡ khỏi bệ bắn. Quả ngư lôi đầu tiên trúng vào mũi tàu. Quả ngư lôi thứ hai trúng vào bể bơi, quả thứ ba trúng ngay trước phần giữa tàu, vào phòng máy, đúng khu vực ống khói, và từ đó làm tàu mất điện. Con tàu đã gửi điện về cảng,  và cố quay mũi tàu về. Bi kịch tàu Gustloff lúc này chỉ mới bắt đầu.
Trong hoảng loạn sau đó, nhiều hành khách bị chà đạp vì vội vàng xuống các xuồng cứu sinh và áo phao. Một số thiết bị đã bị mất, là kết quả của cơn hoảng loạn. Nhiệt độ nước ở Biển Baltic vào thời gian này của năm thường là khoảng 4 °C (39 °F), tuy nhiên, đây là một đêm đặc biệt lạnh, với một nhiệt độ không khí của -18 đến -10 °C (-0 đến 14 °F) và băng nổi khắp mặt nước. Nhiều người chết ngay là do hoặc trực tiếp trúng ngư lôi hoặc chết đuối vì nước lạnh ùa vào. Những người khác đã bị dẫm đạp trong hoảng sợ lúc đầu ngay tại cầu thang và sàn tàu, và nhiều người nhảy xuống biển Baltic đầy băng. Có những báo cáo rằng có em bé níu được vào người lớn và những bà mẹ cố gắng cứu con của họ, mặc dù sóng lớn liên tục kéo chúng ra khỏi mẹ chúng, nhưng phần lớn đã thất bại, không thể và không bao giờ tìm thấy lại được. Trẻ nhỏ mặc áo phao cỡ dành cho người lớn thì bị chết đuối vì bị chúc đầu xuống dưới nước và dốc ngược chân lên trong không khí, do áo cứu sinh không vừa.
Chưa đầy 45 phút sau khi bị tấn công, Tàu Wilhelm Gustloff nghiêng về một bên, rồi chúc mũi tàu xuống dưới nước, tới lúc nghiêng 36 độ, thì trượt thẳng xuống nước, ngập trong 44 mét (144 ft) nước. Lực lượng Đức đã cứu một số những người sống sót từ vụ tấn công này: Tàu ngư lôi T-36 cứu được 564 người; ngư lôi thuyền Lowe cứu được 472 người, Tàu dò mìn M387: 98 người; Tàu dò mìn M375: 43 người; Tàu dò mìn M341: 37 người, tàu hơi nước Göttingen: 28 người; Tàu phát hiện ngư lôi (Torpedofangboot) TF19: 7 người; Tàu hàng Gotland chở hang: 2 người, và tàu tuần tra V1703 (Vorpostenboot) đã cứu được 1 em bé.

## Ước tính thiệt hại
Các số liệu từ các nghiên cứu của Schön Heinz  cho biết: tổng số bị thiệt hại trong vụ đắm tàu được ước tính khoảng 9.343 nam giới, phụ nữ, và trẻ em - một mất mát lớn nhất xảy ra chỉ trong một vụ chìm tàu trong lịch sử hàng hải. Tất cả bốn thuyền trưởng còn sống, nhưng hải quân chỉ mở một cuộc điều tra chính thức duy nhất  với Wilhelm Zahn. Nhưng mức độ trách nhiệm của ông không bao giờ được giải quyết, vì chính quyền phát xít Đức đã kết thúc vào năm 1945.
Trong một bài báo của tạp chí Sea Classics, Irwin Kappes đề cập rằng "có hơn 6.000 hành khách trên tàu." Ông cũng nói rằng tàu hộ tống Lowe đã ở bên cạnh trong vòng 15 phút, cứu được tối đa số người mà nó có thể thực hiện, và khi thuyền trưởng Henigst của tuần dương hạm Admiral Hipper - bản thân tàu này cũng đang chở 1.500 người sơ tán - nhận được báo cáo rằng có thể bị ngư lôi tấn công tiếp, thì ông đã quyết định không dừng lại để cứu những người sống sót. Kappes cho tổng số chính xác của những người bị mất trong vụ đắm tàu là 5.348. Các nguồn thông tin này đã được các cuốn sách tiếng Đức Die Gustloff Katastrophe bằng văn bản của Heinz Schön, người sau này đã sửa lại số liệu ban đầu đưa ra của ông.
Nghiên cứu gần đây của Heinz Schön được hỗ trợ bởi ước tính được thực hiện bởi một phương pháp khác. Kênh Discovery Channel, trong chương trình " Lịch sử chưa được khám phá ", đã tiến hành một phân tích bằng máy tính (sử dụng phần mềm được EXODUS của ngành hàng hải) đối với vụ chìm tàu này, trong đó ước tính khoảng 9.400 người chết -85% trong số hơn 10.600 trên tàu. Đây là phân tích đã dựa vào mật độ chở người trên tàu, và đã căn cứ vào các ghi nhận của các nhân chứng, đồng thời mô phỏng lại các đường thoát của tàu, và khả năng sống sót tại thời gian của vụ đắm tàu.

## Hậu quả
Nhiều tàu chở thường dân bị đánh chìm trong chiến tranh của cả hai phe Đồng minh và phe Trục. Tuy nhiên, dựa trên các ước tính mới nhất của số hành khách và những người được ghi nhận là đã được cứu sống, thì Tàu Wilhelm Gustloff vẫn là mất mát lớn nhất trong một vụ chìm tàu trong suốt cả lịch sử hàng hải. Günter Grass, trong một cuộc phỏng vấn đăng trên tờ New York Times ngày Thứ ba Ngày 08 tháng 4 năm 2003 nói: "Một trong nhiều lý do tôi đã viết Crabwalk (Bò Ngang) là để khai thác một đề tài từ Quyền Tối Thượng... Mọi người nói rằng bi kịch của Gustloff là một tội ác chiến tranh. Nhưng không phải vậy. Nó thực là khủng khiếp, nhưng nó là kết quả của chiến tranh, một kết quả khủng khiếp của chiến tranh. "
Khoảng một ngàn sĩ quan hải quân Đức và nam giới, đã ở trên tàu và đã chết trong vụ đắm tàu của Gustloff. Số lượng phụ nữ trên tàu tại thời điểm đánh chìm được không chính xác, mà theo mô tả của tuyên truyền của Liên Xô là "nhân viên SS từ các trại tập trung Đức". Tuy nhiên có một số phụ nữ phụ việc cho hải quân trong số các hành khách này.

## Sách, tài liệu và phim ảnh
```
       

       Mô hình Wilhelm Gustloff 
```

### Sách tiếng Đức
Tác giả viết nhiều nhất của Đức và sử gia về chủ đề của Tàu Wilhelm Gustloff là Heinz Schön, một trong những người sống sót của con tàu đắm, người có cuốn sách (trong tiếng Đức) bao gồm:
- Der Untergang der "Wilhelm Gustloff". Tatsachenbericht eines Überlebenden. (The sinking of the "Wilhelm Gustloff". Factual account of a survivor.) Karina-Goltze-Verlag K.-G., Göttingen 1952;
- SOS Wilhelm Gustloff. Die größte Schiffskatastrophe der Geschichte. (SOS Wilhelm Gustloff. The biggest shipping disaster in history.) Motorbuch Verlag Pietsch, Stuttgart 1998, ISBN 3-613-01900-0;
- Die Gustloff - Katastrophe. Bericht eines Überlebenden über die größte Schiffskatastrophe im Zweiten Weltkrieg. (The Gustloff catastrophe. Account of a survivor of the biggest shipping attack in the Second World War.) Motorbuch Verlag, 2002, ISBN 3-613-01027-5;
- Die letzte Fahrt der Wilhelm Gustloff. Dokumentation eines Überlebenden. (The last trip of the Wilhelm Gustloff. Account of a survivor.) Motorbuch Verlag, Stuttgart 2008, ISBN 3-613-02897-2.

### Sách tiếng Anh
Những năm gần đây đã thấy nhiều sách hơn về thảm họa Wilhelm Gustloff ở ngoài nước Đức, với những cuốn sách khác nhau hoặc bằng văn bản trong hoặc được dịch sang tiếng Anh, bao gồm:
- A.V. Sellwood: The Damned Don't Drown. The Sinking of the Wilhelm Gustloff. Naval Institute Press, London 1973, ISBN 1-55750-742-2 (fiction). In Sellwoods own words, this is a "reconstruction of the tragedy", with material drawn from "interviews with some of the survivors and official documents".
- Christopher Dobson, John Miller, and Ronald Payne: The Cruellest Night, Hodder & Stoughton, London,1979, ISBN 0-340-22720-6.
- John Ries: "History's Greatest Naval Disasters. The Little-Known Stories of the Wilhelm Gustloff, the General Steuben and the Goya". In the controversial Journal of Historical Review, 1992, vol. 12, no. 3, pp. 371–381.
- Günter Grass: Im Krebsgang, which has been translated into English as Crabwalk. Steidl Verlag, Göttingen 2002, ISBN 3-88243-800-2 (fiction). Combines historical elements, such as the sinking of the Wilhelm Gustloff, with fictional elements, such as the book's major characters and events.

Phim ảnh
- Nacht fiel über Gotenhafen (Night fell over Gotenhafen), feature film, 1959
- Die Gustloff (The Gustloff), two-part telemovie by Joseph Vilsmaier, 2008 (Ship of No Return: The Last Voyage of the Gustloff, Australian title)
- Sinking Hitler's Supership, 2008.